# سرخس راجی خانگی
سرخس راجی خانگی (نام علمی: Cyrtomium falcatum) نام یک گونه از تیره نرسرخسیان است.